# Le Masque de Satan
Pour plus de détails, voir Fiche technique et Distribution.
Le Masque de Satan (La maschera del demonio) est un téléfilm d'épouvante franco-hispano-germano-italien-portugais réalisé par Lamberto Bava et sorti au cinéma en 1990.
En France, il a été diffusé dans la collection Sabbat le 22 septembre 1992 sur France 3.
Le film met en vedette Giovanni Guidelli (it) et Debora Caprioglio, cette dernière étant créditée sous le nom de Debora Kinski, car à l'époque l'actrice était liée à Klaus Kinski.
C'est un remake du film Le Masque du démon (La maschera del demonio) sorti en 1960, qui marqua les débuts du père du réalisateur, Mario Bava. Les deux films sont également basés sur le conte Vij (1835) de l'écrivain russe Nicolas Gogol.
Le Masque de Satan a été distribué dans les cinémas italiens mais il a été commercialisé à l'international dans le cadre d'une collection de téléfilms appelée Sabbat.

## Historique
Le Masque de Satan est la conséquence des quotas de production française imposés à la fin des années 1980 et de la volonté de diverses productions européennes de travailler ensemble comme Mediaset et Beta Taurus. Un vestige du Consortium européen pour la télévision commerciale qui réunit la Fininvest, Maxwell, Beta taurus et la SEPC (holding des participations françaises au capital de la Cinq), créé en mars 1986 et dissout début 1989 après le retrait du groupe Chargeurs.

## Synopsis
Un groupe d'amis se rend dans une station de ski isolée. Quelques minutes plus tard, alors qu'ils s'attaquent aux sentiers les plus escarpés dans la neige, une grande crevasse s'ouvre soudainement sous eux. La plupart des membres du groupe sont indemnes après la chute, et seule une fille souffre d'une grave fracture de la jambe. Ils se sont tous mis à la recherche d'un moyen de sortir de la crevasse. Mais l'endroit où ils ont sombré cache un terrible secret. La momie de la sorcière Anibas est conservé dans la glace. L'un des jeunes hommes, armé d'un piolet, brise la glace autour de la momie, découvrant ainsi son visage. Il porte le « masque de Satan », un instrument de torture utilisé par les inquisiteurs contre les sorcières. Le jeune homme libère le visage de la momie de son « masque » métallique, libérant ainsi les forces du mal.

## Fiche technique
Sauf indication contraire, les informations mentionnées dans cette section peuvent être confirmées par la base de données cinématographiques IMDb,  présente dans la section « Liens externes ».
- Titre français : Le Masque de Satan
- Titre original italien : La maschera del demonio[5]
- Réalisateur : Lamberto Bava
- Scénario : Lamberto Bava, Massimo De Rita, Giorgio Stegani d'après Vij de Nicolas Gogol
- Photographie : Gianfranco Transunto
- Montage : Piero Bozza
- Musique : Simon Boswell
- Effets spéciaux : Sergio Stivaletti
- Décors : Giuseppe Mangano (it)
- Costumes : Katia Dottori
- Maquillage : Franco Casagni, Sara Del Zoppo, Laura Borselli
- Production : Lamberto Bava, Andrea Piazzesi, Renato Camarda, Federico Llano
- Société de production : Silvio Berlusconi Communications
- Pays de production :  Italie
- Langue originale : italien
- Format : Couleur par Eastmancolor - 1,66:1 - Son mono - 35 mm
- Durée : 86 minutes (1 h 26)
- Genre : Film d'épouvante
- Date de sortie :
  - Italie : juin 1990 (Fantafestival)
- Interdit aux moins de 12 ans

## Distribution
- Giovanni Guidelli (it) : Davide
- Debora Caprioglio (sous le nom de « Debora Kinski ») : Sabina
- Eva Grimaldi : Anibas
- Stanko Molnar : le prêtre
- Mary Sellers (en) : Alessandra
- Michele Soavi : Bebo
- Alessandra Bonarot
- Laura Devoti
- Stefano Molinari
- Ron Williams